# 이쿠사토촌
이쿠사토촌(일본어: 生郷村)은 일본 효고현 히카미군에 있던 촌이다. 현재의 단바시 남동부에 해당한다.

## 역사
- 1907년 12월 1일 - 이소촌, 혼고촌이 합병해 성립하였다.
- 1955년 7월 23일 - 누누키촌, 가도노촌, 사치요촌, 이쿠사토촌과 합병해 히카미정이 성립, 동일 나리마쓰정은 폐지되었다.

## 교통

### 철도
- 일본국유철도
  - 후쿠치야마선

### 도로
- 국도 제175호선
- 국도 제176호선

## 참고문헌
- 角川日本地名大辞典 28 兵庫県